# 秋四脈綿蚜
秋四脈綿蚜（学名：Tetraneura akinire）为綿癭蚜科毛禾根蚜屬下的一个种。